# Potamophloios
Potamophloios is een geslacht van sponsdieren uit de klasse van de Demospongiae (gewone sponzen).

## Soorten
- Potamophloios gilberti Brien, 1969
- Potamophloios guairensis Volkmer-Ribeiro, Parolin, Fürstenau-Oliveira & De Menezes, 2010
- Potamophloios hispida Brien, 1969
- Potamophloios songoloensis Brien, 1969
- Potamophloios stendelli (Jaffé, 1916)
- Potamophloios symoensi (Brien, 1967)